# Malmö symfoniorkester

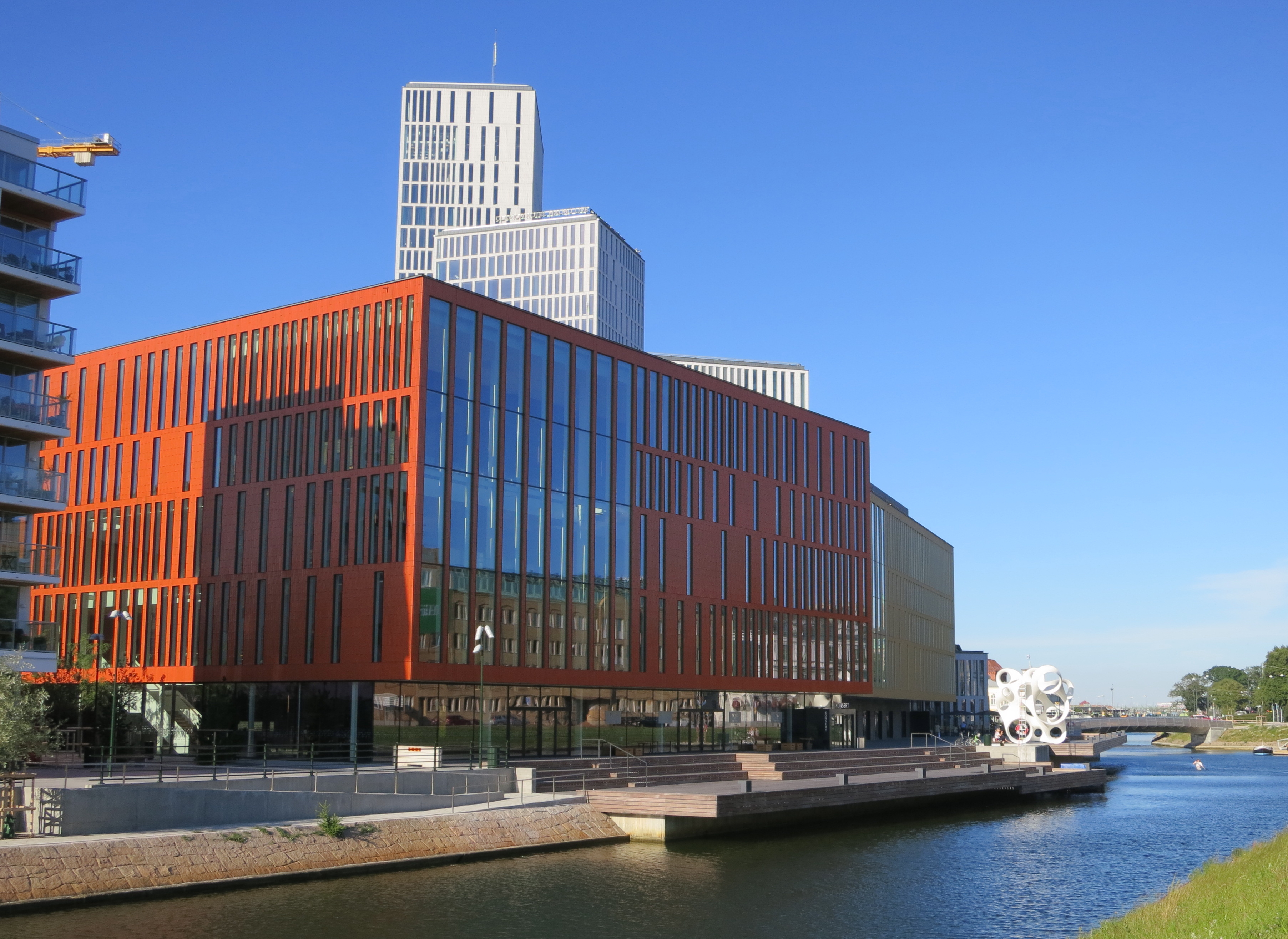
Malmö Live, vars konserthus är MSO:s hem sedan 2015.

Malmö SymfoniOrkester (MSO) grundades 1925 och består 2017 av 89 musiker. 
Orkesterns hemmaarena är sedan sommaren 2015 Malmö Live Konserthus.
MSO är traditionsbärare av den symfoniska repertoaren, men strävar också efter att föra den vidare in i framtiden. Orkesterns barnkonserter, "Nallekonserterna" för de minsta är ett eget varumärke.
Robert Trevino var chefsdirigent 2019–2022.

## Inspelningar
Flera inspelningar har blivit internationellt uppmärksammade med första pris i tävlingar som Cannes Classical Award och Diapason d'Or. Berwalds symfonier med MSO under ledning av Sixten Ehrling nominerades till Gramophone Award och utgivningarna med musik av Charles Ives (Naxos) har fått god kritik och utsågs i oktober 2008 till månadens Editor's Choice av brittiska musiktidskriften Gramophone. Även Franz Schmidts symfonier (Naxos) med förre chefsdirigenten Vasilij Sinajski har uppmärksammats bland annat av Gramophone och BBC Music Magazine. Sinaisky är orkesterns hedersdirigent. MSO har också gjort ett antal barnskivor, senast med Georg Riedel (2009), och sålde guldskiva (2008) tillsammans med Charlotte Perrelli. Grieg-inspelningen (Naxos) fick fint omdöme i New York Times och Gösta Nystroem-skivan (BIS) med tidigare chefsdirigenten Christoph König och Malena Ernman Grammisnominerades i kategorin ”Årets klassiska” 2012.

## Chefsdirigenter
- Walther Meyer-Radon (1925–1929)
- Georg Schnéevoigt (1930–1947)
- Sten-Åke Axelson (1948–1961)
- Rolf Agop (1962–1964)
- Elyakum Shapirra (1969–1974)
- Janos Fürst (1974–1977)
- Stig Westerberg (1978–1985)
- Vernon Handley (1986–1988)
- James DePreist (1991–1994)
- Paavo Järvi (1994–1997)
- Christoph König (2003–2006)
- Vasilij Sinajski (2007–2011)
- Marc Soustrot (2011–2019)
- Robert Treviño (2019–2022)